# Bradford South (circonscription du Parlement britannique)

Localisation de la circonscription de Bradford South au sein du Yorkshire de l'Ouest.

La circonscription de Bradford East est une circonscription électorale britannique située dans le Yorkshire de l'Ouest.
Elle est créée en 1918. Depuis 2015, elle est représentée à la Chambre des communes du Parlement britannique par Judith Cummins, du Parti travailliste.

## Liste des députés
- 1918 : Francis Vernon Willey (conservateur / coalition)
- 1922 : Herbert Harvey Spencer (libéral)
- 1924 : William Hirst (travailliste)
- 1931 : Herbert Holdsworth (libéral)
- 1945 : Meredith Titterington (travailliste)
- 1949 : George Craddock (travailliste)
- 1970 : Tom Torney (travailliste)
- 1987 : Bob Cryer (travailliste)
- 1994 : Gerry Sutcliffe (travailliste)
- 2015 : Judith Cummins (travailliste)